# Fotokémia
A fotokémia a kémiának a fény hatására gerjesztett elektronállapotú molekulák kémiai folyamataival, illetve a kémiai folyamatokat kísérő – nem termikus gerjesztésű – fényjelenségekkel foglalkozó területe. Tehát például tárgya az ózon magaslégköri keletkezése és bomlása, de nem tárgya az elektrongerjesztéses reakciók vizsgálata abban az esetben, ha a gerjedés hő hatására megy végbe.
A fotonelnyeléssel képződő gerjesztett molekulák elektronszerkezete és energiája eltér az alapállapotétól, de az atommagok ekkor még változatlanok (ez a Franck-Condon-átmenet). Ezt az okozza, hogy az atommagok viszonylag nagy tömegűek, ezért nem tudják követni a pillanatszerű fotonelnyelést.
A fotokémia, mint a kémián belüli önálló terület megjelenése a 19. század végére tehető. Ciamician olasz kémikus mutatott rá elsőként a fényenergia jelentőségére. Az igazi áttörés ezen a tudományterületen a 20. század második felében történt. Gyorsították a folyamatot az időről-időre jelentkező energiaválságok és ezek világgazdasági hatása. 

## Fotokémiai alapfogalmak
Kvantumhatásfok (primer kvantumhasznosítási tényező, quantum efficiency, QE): valamely részlépés bekövetkezésének a valószínűségét adja meg.
Kvantumhasznosítási tényező (kvantumhozam, Φ): azt mutatja meg, hogy az adott körülmények között egy reaktánsmolekulából valamely elnyelt foton hatására mekkora hozammal képződik a fotokémiai reakció terméke. A folyamatban részt vevő gerjesztett molekulák száma osztva az elnyelt fotonok számával.

## Fotokémiai törvények
A fotokémia 1. törvénye (Grotthous és Draper törvény) kimondja, hogy kémiai változást csak az olyan fény idézhet elő, amelyet az átalakuló molekulákat tartalmazó anyagi rendszer elnyel.
Lambert-törvény: adott közegbe belépő fény elnyelt hányada független a fény intenzitásától és minden egyes egymást követő réteg a belépő fény azonos hányadát nyeli el.
Beer-törvény: az elnyelt sugárzás mennyisége arányos a sugárzást elnyelő részecskék koncentrációjával.
Bunsen–Roscoe-féle törvény: fotokémiai reakciók termékeinek mennyisége arányos a reakciót előidéző fény intenzitásának és a besugárzás időtartamának szorzatával.

## Fotokémiai folyamatok
A fotokémiai reakciókat csoportosíthatjuk aszerint, hogy unimolekulárisak, vagy bimolekulárisak.
Fotoizomerizáció: A legegyszerűbb unimolekuláris fotokémiai reakció. A reaktánsnak nem változik meg az összetétele és az oxidációs állapota, de a szerkezete igen. Főleg az átmenetifém-komplexekre jellemző. Az izomerek közötti átalakulás gerjesztett állapoton keresztül sokkal gyorsabb, így a fotoizomerizáció a kinetikai és kémiai szerkezetkutatás fontos eszköze. A szerkezeti átalakulás helye szerinti csoportosítás:
1. Csak a központi atomot érinti – spin-izomerizáció,
2. Csak a ligandumo(ka)t érinti – koordinált ligandumok fotoizomerizációs és tautomerizációs reakciói,
3. A fémion-ligandum kötéseket is jelentősen befolyásolja – fotoindukált geometriai, optikai és kötési izomerizáció.

1. Fotoindukált spin-izomerizáció: Fe(II)-komplexeknél gyakori, hogy a T vagy p függvényében változik a párosítatlan elektronok száma. A vas(II)-biszfenantrolin-bisztiocianáto komplex reverzibilis kis spinszámú-nagy spinszámú átalakulása 80-120K-en megy végbe, de fény hatására is bekövetkezhet, és ilyenkor a nagy spinszámú izomer kis T-en csapdázható (stabilizálható). Az eljárást fénnyel indukált gerjesztett spin-állapot csapdázásnak nevezik. A spin-izomerizáció térfogatváltozással is jár, emiatt a kristályrendszer megváltozik, néha össze is omolhat (amorf anyag keletkezik).
2. Koordinált ligandumok fotoizomerizációja: A komplexek fotongerjesztésekor képződő állapotban az elektroneloszlás eltér a ligandumokon az alapállapotétól. Ez kétféle gerjesztés eredménye lehet: töltésátviteli (CT) vagy ligandumon belüli (IL = intraligand). Az izomerek aránya fotostacionárius állapotban nagyban függ a gerjesztő fény hullámhosszától. Fototautomerizáció: ditizonáto-komplexek Az azometin csoport cisz-transz izomerizációja együtt jár a ligandumon belüli protonvándorlással és p-kötés lokalizációval.
3. Geometriai izomerek fotokémiai átrendeződése: Ebben az esetben a fotonabszorpciót követően a komplex szimmetriája megváltozik, de az összetétel, a koordinációs övezet ligandumai és a koordinációs szám (n) nem. A cisz-transz izomerizáció MA2B2 és MA4B2 összetételnél fordul elő, a meridiális-faciális izomerizáció pedig MA3B3 összetételnél. cisz-[PtCl2(PEt3)2] ⇌ transz-[PtCl2(PEt3)2] Fotostacionárius állapotban az izomerek aránya függ az oldószer polaritásától (polárisban cisz, apolárisban transz) Triplet thexi állapoton keresztül megy a reakció. Disszociatív és „csavarodásos” mechanizmussal is történhet. A mer-[IrCl3(PEt3)3] fac-[IrCl3(PEt3)3] komplexé való átalakulása disszociatív mechanizmussal megy végbe.  Fotoindukált optikai izomerizáció: A kétfogú ligandumokkal képzett 6 koordinációs számú komplexeknél gyakori. A D és L enantiomerek konverziójának kvantumhasznosítási tényezője azonos. A króm(III) oxaláttal, 1,10-fenantrolinnal vagy 2,2-bipiridillel képzett komplexei jó példák. Fotorezolválás: a racém elegyet cirkulárisan polarizált fénnyel világítjuk meg. Fotostacionárius állapotban az intenzívebb elnyelést mutató izomer moltörtje nagyobb. Ez csak akkor hatékony, ha nagy a g-vel jelölt disszimmetria-tényező. Az izomerizáció mechanizmusa alapvetően a ligandumtól függ: a króm-trisz-bipiridin csavarásos mechanizmussal alakul át. Ilyenkor a komplex kötéshasadás nélkül alakul át. Az oxigén tartalmú ligandumok disszociatív mechanizmussal alakulnak át. Heterolítikus kötéshasadás után az oldószer (S) ideiglenesen koordinálódik, majd távozik, és az oxigén ismét beépül.  Fotoindukált kötési izomerizáció: Többfogú (multidentát), eltérő atomokat tartalmazó  ligandumoknál gyakori, hogy a ligandum atomjainak donorerőssége különböző. A komplexek fotongerjesztése ekkor a ligandum koordinációjának megváltozásához vezethet. Jellemző reakció acido-pentaamin-kobalt(III) komplexeknél.  [Co(NH3)5(SCN)]2+ → [Co(NH3)5(NCS)]2+  Általában a komplex színességét előidéző rész (kromofór csoport) szerkezete (esetleg szimmetriája és a ligandum szerkezete is) megváltozik, a kvantumhasznosítási tényező csökken. A kötési izomerizációnak preparatív kémiai jelentősége is van: termodinamikailag kisebb stabilitású és kinetikailag inert izomerek előállítása lehetséges fotokémiai úton. A fő különbség a két út között az, hogy termikus úton heterolítikus kötéshasadás az első lépés, míg fotokémiai úton homolítikus kötéshasadással indul. Fotokémiai izomerizációkor a központi atom redukálódik és a ligandum oxidálódik.

Fotodisszociáció: Unimolekuláris fotokémiai reakció. Fotonelnyelést követően a gerjesztett molekula egy kötése felhasad. Legegyszerűbb esete egy kétatomos molekula homolitikus kötéshasadása. Ha a gerjesztett molekula stabilis, akkor lumineszenciálva alakul vissza alapállapotba. Disszociáció csak akkor következik be, ha megfelelő energiájú molekulával ütközik. A reakciótermék az elnyelési színkép szerkezete és a termodinamikai adatok szerint azonosítható, de a disszociációt csak az atomok közvetlen optikai vagy tömegspektoszkópiai megfigyelése bizonyítja. A gáz halmazállapotú, kétatomos molekulák elnyelési színképe a látható-ultraibolya tartományban vagy folytonos, vagy finomszerkezetű.
Folytonos a színkép, ha a magtávolság növekedésével a molekula gerjesztett állapotának energiája csökken. Ekkor bármely megfelelő energiájú foton elnyelődése disszociációhoz vezet, homolítikus hasadással 2 darab alapállapotú termék keletkezik. A megfelelő energia általában jóval nagyobb, mint a disszociációs energia, mivel a Frank-Condon elv értelmében az átmenet valószínűsége a kötési energiával azonos energiájú foton elnyelésekor nagyon kicsi. Folytonos színképe van a F2 és a HI molekulának.
Rezgési és forgási finomszerkezetű a színkép, ha gerjesztett állapotban is van energia minimum. A vibrációs szintek gerjesztett és alapállapotban is egyre sűrűbbé válnak, elérünk egy bizonyos hullámszámot (konvergenciahatár). A konvergenciahatárnál nagyobb energiájú fotonok elnyelése disszociációhoz vezet, egy alapállapotú és egy gerjesztett atom keletkezik.
- Optikai disszociáció: Akkor következik be, ha egy molekulát a színképe folytonos tartományában a konvergenciahatárnál nagyobb energiájú fotonnal gerjesztünk.
- Elődisszociáció: Nehezebb atomokból felépülő kétatomos, valamint többatomos molekulák fotodisszociációja gázfázisban gyakran akkor is bekövetkezik, ha a gerjesztő foton energiája kisebb a konvergenciahatárnál. Az elnyelési színképre jellemző, hogy a vibrációs finomszerkezetet mutató tartományon belül sávszélesedés és átlapolás figyelhető meg a disszociációt kifejtő tartományban. Oka, hogy az egyébként kis természetes vonalszélességű sávok kiszélesednek, mert a két állapot közötti átmenet oly mértékben csökkenti le a kérdéses vibrációs szintű gerjesztett állapot élettartamát, hogy – a Heisenberg-féle határozatlansági reláció értelmében – a hullámhossz bizonytalansága nő.   A többi halogéntől eltérően a jód fotolízisekor elődisszociáció történik. I2 → 2 I   A jód elnyelési színképe a többi halogénhez képest jóval összetettebb. Ha a gerjesztés energiája nagyobb a konvergeniahatárnál, akkor erről az állapotról egy alap- és egy gerjesztett jód keletkezik (2P3/2 és 2P1/2). Az ennél kisebb energiáknál csak alapállapotú jódatomok (2P3/2) keletkeznek elődisszociációval, a 3P(Ou+) → 3P(Iu ) spinváltó folyamat eredményeként, vagy a rendszer foszforeszkálva jut vissza alapállapotba. 499,5 nm a konvergenciahatár, innentől a színkép folytonos. Az elődisszociáció és a foszforeszencia versengenek egymással, a két folyamat kvantumhatásfoka a gerjesztő foton energiájával változik.
- Indukált elődisszociáció: Az az elődisszociáció, ami csak jelentős külső hatás esetén lép fel. Az elődisszociációt eredményező átmenet valószínűsége bizonyos esetekben olyan kicsi, hogy gyakorlatilag csak lumineszcencia következik be. Bizonyos esetekben a sugárzásmentes átmenet valószínűsége a gerjesztett molekula környezetétől is függhet, ezért külső hatásra sérülhet a kiválasztási szabály:  Ütközéssel indukált elődisszociáció: Az elnyelési színkép finomszerkezete elmosódott lesz, a sávok kiszélesednek. A nyomás növelésével, vagy más gázmolekulák adagolásával érhető el (növeljük az ütközések számát). A fotonabszorpció nem követi a Lambert-Beer-törvényt, a látszólagos abszorbancia meredekebben növekszik. Ütközési számot növelő gáz adagolásával a I2 lumineszcencia intenzitása csökken, és a I atomok hozama nő.  Külső elektromos vagy mágneses tér: Erős mágneses tér teljesen kioltja a I2 lumineszcenciáját, a disszociáció hatásfoka az elődisszociációs tartományban jelentősen megnő.

Fotoaddíció és Fotobeékelődés: Bimolekuláris reakciók. Addíciókor egy újabb ligandum kötődik a központi atomhoz, a komplex koordinációs száma nő. Megfigyelték d8 elektronkonfigurációjú központi atomot tartalmazó, síknégyzetes komplexek esetén. Különösen jellemző merev, négyfogú ligandumokkal, pl. Ni(II) komplexek OEP, Mioglobin, Hemoglobin ligandumokkal. [Ni(OEP)] + 2 py → transz-[Ni(OEP)(py)2 ]. Beékelődéskor a fém és a ligandum közé egy atom vagy molekula ékelődik be, a koordinációs szám nem változik.

## Kutatási területek és eredmények
Sir George Porter fejlesztette ki a rövid élettartamú részecskék reakcióinak nyomon követésére alkalmas villanófény-fotolízis (a molekulák fény hatására történő felbomlását nevezzük fotolízisnek) módszert. Ezért 1967-ben (Ronald Norrishsal és Manfred Eigennel megosztva) elnyerte a kémiai Nobel-díjat. 
Újabb kutatási területek a légköri fotokémiai reakciók mechanizmusának vizsgálata és a fénnyel hajtott molekuláris készülékek fejlesztése.

## Fotokémia Magyarországon
Magyarországon fotokémiai kutatásokkal foglalkozik a Magyar Tudományos Akadémia VII. Kémiai Tudományok Osztálya Fizikai-kémiai Tudományos Bizottság Reakciókinetikai és Fotokémiai Munkabizottság. Ennek elnöke 2018-ban Lente Gábor, az MTA doktora, titkára Nagy Tibor, a kémiai tudományok doktora. 